# Соколов, Валентин Евгеньевич
Валентин Евгеньевич Соколов (17 апреля 1935, Батурин — 29 декабря 2024, Одесса) — советский военный моряк-подводник, Герой Советского Союза (25.05.1976). Капитан 1-го ранга (14 декабря 1973).

## Биография
Родился 17 апреля 1935 года в селе Батурин, ныне город Нежинского района Черниговской области Украины, в семье служащего. Украинец.
Окончил школу в 1950 году, Саратовское военно-морское подготовительное училище в 1952 году, Тбилисское Нахимовское военно-морское училище в 1953 году.
В Военно-Морском Флоте с июня 1953 года. В 1957 году окончил Высшее военно-морское училище подводного плавания. С 1957 года служил на малых дизельных подводных лодках (ПЛ) Черноморского флота: с ноября 1957 — командир БЧ-1 на ПЛ «М-241», с апреля 1958 — на ПЛ «М-243», с января 1959 — на ПЛ «М-297», с сентября 1961 — помощник командира ПЛ «М-351», с февраля 1965 — командир 437-го экипажа консервации малых подводных лодок, с марта 1966 — командир ПЛ «М-295», с октября 1967 по ноябрь 1968 года — командир ПЛ «М-260». Член КПСС с 1962 года. В 1969 году окончил Высшие специальные офицерские классы ВМФ.
С июля 1969 года служил на атомных подводных лодках Северного флота, будучи в июле того года назначен старшим помощником командира АПЛ. С августа 1971 года — командир 173-го экипажа 1-й Краснознамённой флотилии подводных лодок, провёл несколько боевых служб на борту АПЛ «К-438» в Атлантике и на Средиземном море, отслеживая действия надводных соединений флотов вероятного противника. С июня 1976 года — заместитель командира 3-й дивизии подводных лодок 1-й флотилии АПЛ Краснознамённого Северного флота.
С 15 января по 3 апреля 1976 года капитан 1-го ранга Соколов В. Е. принял участие в трансатлантическом переходе двух подводных лодок с Северного на Тихоокеанский флот вокруг Южной Америки. Он был назначен старшим на борту торпедной атомной подлодки проекта 671 «К-469» (командир корабля капитан 2-го ранга В. С. Урезченко). Задачей этого подводного корабля являлось боевое охранение 2-й подлодки — ракетного подводного крейсера стратегического назначения (с ядерным вооружением на борту) проекта 667Б «К−171» (командир капитан 1-го ранга Э. Д. Ломов) в длительном плавании, вдали от традиционных зон ответственности ВМФ СССР: через Атлантический океан, пролив Дрейка, в Тихий океан. Руководителем похода был контр-адмирал В. К. Коробов.
Задание было успешно выполнено: обе подлодки совершили 80-суточный переход в 21 399 миль (весь поход выполнен в подводном положении с одним плановым всплытием для пополнения запасов на борту) и вошли в состав Краснознамённого Тихоокеанского флота. Кроме этого, был положительно решён вопрос об использовании торпедных атомоходов для охраны не только районов патрулирования советских стратегических ракетоносцев, но и для ближнего охранения отдельных ракетных подводных крейсеров стратегического назначения, выходящих на боевое патрулирование.
За успешное выполнение заданий командования и проявленные при этом мужество и отвагу Указом Президиума Верховного Совета СССР от 25 мая 1976 года капитану 1-го ранга Соколову Валентину Евгеньевичу присвоено звание Героя Советского Союза с вручением ордена Ленина и медали «Золотая Звезда».
Командир подлодки «К-469» В. С. Урезченко был награждён орденом Ленина.
С июня 1976 года — заместитель командира 3-й дивизии подводных лодок 1-й Краснознамённой флотилии подводных лодок Краснознамённого Северного флота. В августе 1977 года старшим на борту АПЛ «К-481» выполнил ответственное задание в Северном Ледовитом океане, выполнив 28‑суточный поход в район Северного полюса для обеспечения безопасности плавания атомного ледокола «Арктика», достигшего географического Северного полюса.
В 1978 году окончил Академические курсы при Военно-морской академии имени А. А. Гречко. С июля 1978 года продолжал службу на Черноморском флоте в должности командира отдельного дивизиона подводных лодок.
С октября 1985 года в запасе.
Жил и работал в Одессе. Являлся председателем Одесского отделения Международного комитета «Мир океанам», председателем Одесского городского совета ветеранов. Избирался делегатом XVII съезда Социал-демократической партии Украины. Автор книг воспоминаний «Под льдами Арктики», «Проливом Дрейка», «Кругосветка подводника».
Награждён советскими орденами Ленина (1976), «За службу Родине в Вооружённых Силах СССР» 3-й степени (1975), украинским орденом «За заслуги» 3-й степени (5.05.2009), медалями.
Умер 29 декабря 2024 года в возрасте 89 лет.
На момент смерти был последним Героем Советского Союза, родившимся в 1935 году, старейшим живущим в Украине Героем Советского Союза, и седьмым старейшим живущим Героев Советского Союза, после Кравцова, Горового, Бездетнова, Елисеева, Зайцева и Волынова.